# Teloglabrus tsitsikamensis
Teloglabrus tsitsikamensis är en tvåvingeart som beskrevs av Feijen 1983. Teloglabrus tsitsikamensis ingår i släktet Teloglabrus och familjen Diopsidae. Inga underarter finns listade i Catalogue of Life.